# Völcsej
Völcsej é um município da Hungria, situado no condado de Győr-Moson-Sopron. Tem 9,32 km² de área e sua população em 2015 foi estimada em 371 habitantes.